# Maji-Maji
Maji-Maji (maji: Swahili für „Wasser“) war der Name des Wunderwassers Kinjikitiles für den Kampf gegen die deutsche Schutztruppe im Maji-Maji-Aufstand 1905–1907 in Deutsch-Ostafrika.
Es bestand aus einem Gemisch aus Wasser, Mais und Sorghum-Körnern, das man trinken, sich in kleinen Behältnissen umhängen oder mit dem man sich einreiben konnte. Auch wurde es einfach über den Kopf gegossen.
Je nach Gegend wurden die Wirkungen des Maji-Maji den Bedürfnissen angepasst; es sollte gegen Krieg, Hunger und Vertreibung helfen und Sieg, Unverwundbarkeit, Reichtum, Glück uvm. bringen. Um die vermeintliche Wirksamkeit der Medizin nicht zu zerstören, mussten die Träger solcher Behältnisse eine große Anzahl von Verboten einhalten. Ihnen war nicht erlaubt, sich im Kampf umzudrehen, andere Medizin oder Magie als das Maji-Maji anzuwenden, bestimmte Speisen zu essen oder als Kämpfer vor der Schlacht Geschlechtsverkehr zu haben. Die Verbote hatten zahlreiche regionale Varianten, die im Grunde gar nicht alle eingehalten werden konnten. Somit fand sich immer ein Grund, wenn die Zaubermedizin einmal nicht wirken sollte.
Für den Maji-Maji-Kult war der Bokero-Kult der Matumbi ein wichtiger Bestandteil. Der Kult kennt einen Schlangengott namens Bokero, der nach alten Bantu-Mythen in den Pangani-Stromschnellen des Rufiji-Flusses lebt. Die Außenwelt kontaktiert er über den Geist Hongo, der ein menschliches Medium benötigt, das die magische Kraft Lilingu hat.
Außerhalb der Gegend um den Rufiji, in den Uluguru-Bergen, war Bokero auch unter dem Namen Kolelo bekannt. Kolelo wurde, so besagt es der Glaube, vom göttlichen Weltenschöpfer (Mungu, „Gott“) gesandt, um „alles wieder in Ordnung zu bringen, was verdorben ist hier auf Erden“.  Kolelo und Bokero sind für normale Menschen nicht sichtbar und brauchen daher den Hongo.
Wer durch außergewöhnliche Weisheit oder große Ausstrahlung sein Lilingu beweisen konnte und zeigte, dass er von einem Hongo besessen war, konnte die Politik und Religion seiner Ethnie und gegebenenfalls sogar die gesamte Religionsgemeinschaft in hohem Maße beeinflussen. Dieser Kult war die Grundlage, auf der Kinjikitile 1904 seinen Maji-Maji-Kult aufbaute.